# Henri de Smet
Henri de Smet, dit Henricus Smetius, né le 29 juin 1537 à Alost et mort le 15 mars 1614 à Heidelberg, est un médecin flamand, professeur à l'université de Heidelberg et fondateur du jardin botanique de cette université.

## Biographie
Fils d'un médecin d'Alost, il perd son père à l'âge de trois ans. À l'âge de 15 ans, il met en vers latins des œuvres d'Homère et de Pythagore, montrant par là qu'il était doué pour les études supérieures. Il commence des études de médecine à l’université de Louvain, puis à l’université de Bologne où il obtient le titre de Docteur en 1561. 
À son retour en Flandre, il épouse Jeanne Corpus et s’établit à Anvers pendant six ans. De religion calviniste, il doit fuir les Pays-Bas et se réfugier en Allemagne, où il est d'abord attaché au service de Simon VI de Lippe à Lemgow pendant sept ans, puis à celui de Frédéric III du Palatinat à Heidelberg pendant deux ans, jusqu'à la mort de celui-ci en 1576.
Il se rend alors à Frankenthal, puis à l'Université de Neustadt où il tient, pendant sept ans, une chaire de médecine. En 1585, il revient à l’université de Heidelberg, où il est professeur de médecine pratique jusqu’à sa mort. 

## Œuvres
Henri de Smet a publié plusieurs ouvrages en vers latins, dont le plus notable est :
Miscellanea Medica..., Francfort, 1611, in-8.
Dans cet ouvrage, il se montre comme l'un des ennemis les plus déclarés de Paracelse, en dénonçant la fausseté de la plupart de ses traitements, en particulier ceux contre l'épilepsie, comme la corne de licorne ou le sabot d'élan.
On y trouve aussi la première description d'une douleur localisée au coccyx (coccygodynie).